# 실라 라이언

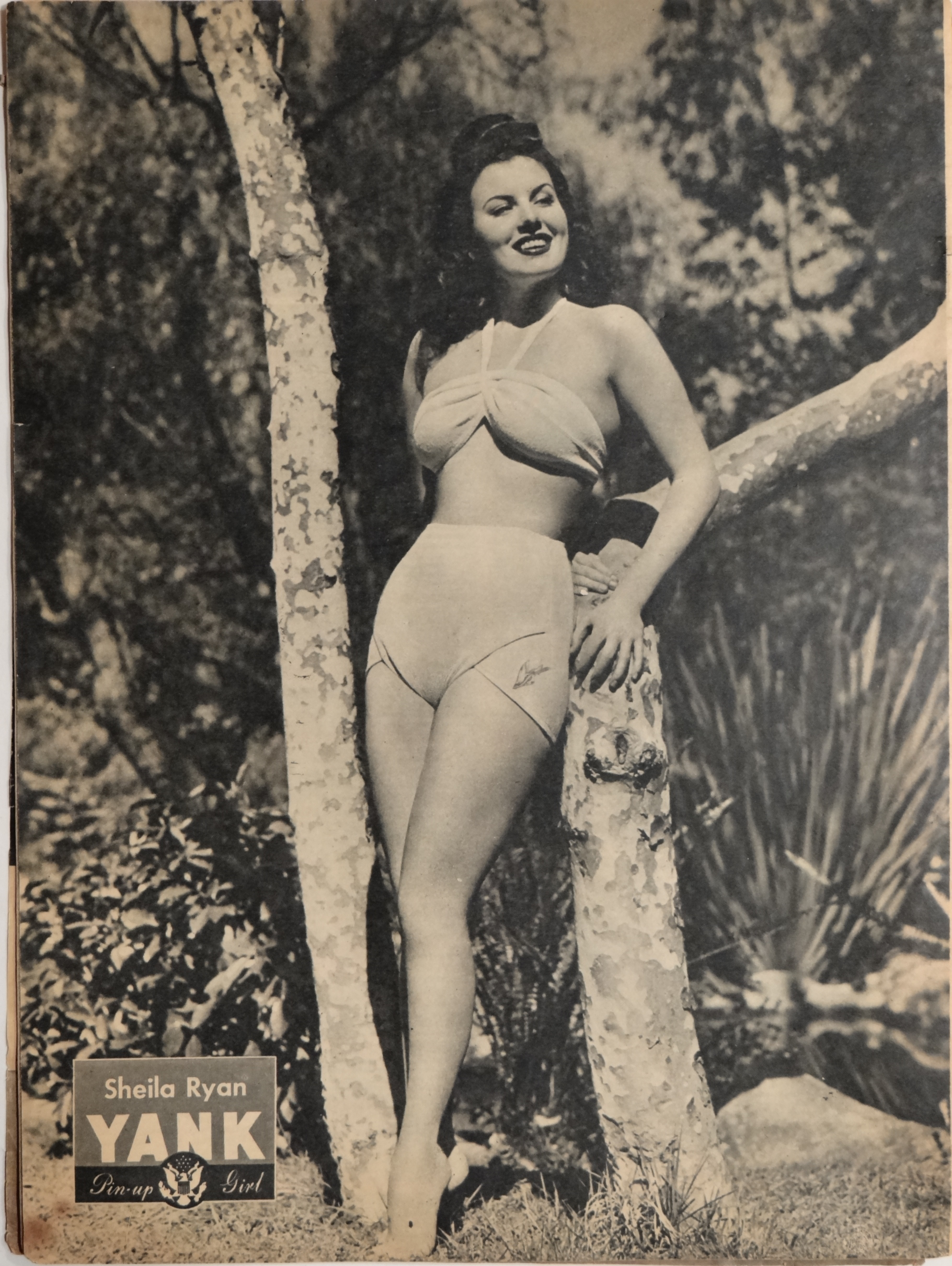
1945년

실라 라이언(영어: Sheila Ryan, 본명: Katherine Elizabeth McLaughlin, 1921년 6월 8일 ~ 1975년 11월 4일)은 미국의 가수이자 영화 배우이다.

## 주요 히트곡
- The Evening Bell